# Epigyphantes
Epigyphantes is een geslacht van spinnen uit de familie hangmatspinnen (Linyphiidae).

## Soort
De volgende soort is bij het geslacht ingedeeld:
- Epigyphantes epigynatus (Tanasevitch, 1988)